# Formuła 2 Sezon 2017
Formuła 2 Sezon 2017 – 23. sezon Formuły 2, organizowanej pod egidą Fédération Internationale de l’Automobile i pierwszy sezon po drugiej reaktywacji serii. Pierwotnie miał to być trzynasty sezon serii GP2, jednak 9 marca 2017, Światowa Rada Sportów Motorowych postanowiła zatwierdzić zmianę nazwy serii na Formułę 2. 
Sezon rozpoczął się 15 kwietnia na torze Bahrain International Circuit w Sakhir, a zakończył się 26 listopada na obiekcie Yas Marina Circuit na wyspie Yas w Abu Zabi. Mistrzem Formuły 2 został Charles Leclerc z zespołu Prema Racing. Mistrzem wśród zespołów została ekipa Russian Time.

## Lista startowa
Wszyscy kierowcy korzystali z samochodów Dallara GP2/11, wykorzystując ośmiocylindrowe silniki Mecachrome o pojemności 4 litrów i opony Pirelli.
| Zespół             | Nr | Kierowca            | Runda     |
| ------------------ | -- | ------------------- | --------- |
| Prema Racing       | 1  | Charles Leclerc     | 1-11      |
| Prema Racing       | 2  | Antonio Fuoco       | 1-11      |
| Racing Engineering | 3  | Louis Delétraz      | 1-7       |
| Racing Engineering | 3  | Nyck de Vries       | 8-11      |
| Racing Engineering | 4  | Gustav Malja        | 1-11      |
| Russian Time       | 5  | Luca Ghiotto        | 1-11      |
| Russian Time       | 6  | Artiom Markiełow    | 1-11      |
| ART Grand Prix     | 7  | Nobuharu Matsushita | 1-11      |
| ART Grand Prix     | 8  | Alexander Albon     | 1-3, 5-11 |
| ART Grand Prix     | 8  | Siergiej Sirotkin   | 4         |
| DAMS               | 9  | Oliver Rowland      | 1-11      |
| DAMS               | 10 | Nicholas Latifi     | 1-11      |
| Campos Racing      | 11 | Ralph Boschung      | 1-10      |
| Campos Racing      | 11 | Lando Norris        | 11        |
| Campos Racing      | 12 | Stefano Coletti     | 1         |
| Campos Racing      | 12 | Roberto Merhi       | 2         |
| Campos Racing      | 12 | Robert Vișoiu       | 3-9       |
| Campos Racing      | 12 | Álex Palou          | 10-11     |
| MP Motorsport      | 14 | Sérgio Sette Câmara | 1-11      |
| MP Motorsport      | 15 | Jordan King         | 1-11      |
| Trident            | 16 | Nabil Jeffri        | 1-11      |
| Trident            | 17 | Sergio Canamasas    | 1-4       |
| Trident            | 17 | Raffaele Marciello  | 5         |
| Trident            | 17 | Callum Ilott        | 6         |
| Trident            | 17 | Santino Ferrucci    | 7-11      |
| Rapax              | 18 | Nyck de Vries       | 1-7       |
| Rapax              | 18 | Louis Delétraz      | 8-11      |
| Rapax              | 19 | Johnny Cecotto Jr.  | 1-4       |
| Rapax              | 19 | Sergio Canamasas    | 5-7       |
| Rapax              | 19 | Roberto Merhi       | 8-9, 11   |
| Rapax              | 19 | René Binder         | 10        |
| Pertamina Arden    | 20 | Norman Nato         | 1-11      |
| Pertamina Arden    | 21 | Sean Gelael         | 1-11      |

### Zmiany przed sezonem

#### Zmiany wśród zespołów
- Zespół Carlin postanowił wycofać się z serii, skupiając się na innych seriach wyścigowych[27].
- Hilmer Motorsport planował powrót do mistrzostw, kiedy jeszcze odbywały się pod nazwą GP2[28], jednak nie doszło to do skutku.

#### Zmiany wśród kierowców
- Charles Leclerc i Antonio Fuoco zostali reprezentantami zespołu Prema Racing, zajmując miejsce Antonio Giovinazziego (który został kierowcą testowym Ferrari i Pierre'a Gasly'ego (startującego w Super Formule[2].
- Campos Racing zmienił skład kierowców – reprezentantami hiszpańskiej stajni zostali Stefano Coletti i Ralph Boschung[13][11].
- MP Motorsport zmienił skład – reprezentantami ekipy zostali Sérgio Sette Câmara (startujący w Europejskiej Formule 3) i Jordan King (wcześniej startujący dla Racing Engineering)[17][18].
- Zespół Pertamina Arden zmienił skład kierowców – reprezentantami brytyjskiej ekipy zostali Sean Gelael (wcześniej startujący dla Campos Racing) i Norman Nato (wcześniej startujący dla Racing Engineering)[26].
- Ekipa Trident zmieniła skład kierowców – nowymi kierowcami zespołu zostali Nabil Jeffri (wcześniej startujący dla Ardena) i Sergio Canamasas (wcześniej startujący dla Carlina)[19][20]
- Ekipa Racing Engineering zmieniła skład – nowymi kierowcami zespołu zostali Louis Delétraz (startujący w Abu Zabi dla Carlina) i Gustav Malja (wcześniej reprezentujący Rapax)[3][5]
- Luca Ghiotto zastąpił Raffaele Marciello w ekipie Russian Time[6].
- Alexander Albon zastąpił Siergieja Sirotkina w ekipie ART Grand Prix, z którą uczestniczył w serii GP3[8]
- Nyck de Vries zastąpił Gustava Malję w ekipie MP Motosport[24].
- Oliver Rowland zastąpił Alexa Lynna w zespole DAMS[10].

#### Zmiany w trakcie sezonu
- Roberto Merhi zastąpił Stefano Colettiego podczas rundy na torze Circuit de Barcelona-Catalunya[14]. Później Hiszpan został zastąpiony przez Roberta Vișoiu[15]. Merhi potem zastąpił Sergio Canamasasa w ekipie Rapax od wyścigu na obiekcie Circuit de Spa-Francorchamps[4]. Podczas rundy w Jerez, miejsce hiszpańskiego kierowcy zajął René Binder[25], lecz Hiszpan wrócił na finałową rundę.
- Siergiej Sirotkin powrócił do ART Grand Prix, zastępując kontuzjowanego Alexandra Albona w Baku[9].
- Raffaele Marciello zastąpił Sergio Canamasasa podczas rundy na Red Bull Ring w ekipie Trident[21]. Hiszpan z kolei zastąpił kontuzjowanego Johnny'ego Cecotto w zespole Rapax[21]. Callum Ilott zajął miejsce Marciello na Silverstone[22], natomiast Santino Ferrucci zajął miejsce Brytyjczyka na resztę sezonu[23].
- Nyck de Vries i Louis Delétraz zamienili się miejscami przed rundą na torze Spa-Francorchamps[4]
- Álex Palou zastąpił Roberta Vișoiu na dwie ostatnie rundy[16].
- Lando Norris zastąpił Ralpha Boschunga w ostatniej rundzie sezonu[12].

## Kalendarz wyścigów
Poniższa tabela obejmuje wyścigi znajdujące się w kalendarzu na sezon 2017, ogłoszonym 27 stycznia 2017 roku.
| Runda | Runda | Tor                            | Data           | Impreza towarzysząca         |
| ----- | ----- | ------------------------------ | -------------- | ---------------------------- |
| 1     | W1    | Bahrain International Circuit  | 15 kwietnia    | Grand Prix Bahrajnu          |
| 1     | W2    | Bahrain International Circuit  | 16 kwietnia    | Grand Prix Bahrajnu          |
| 2     | W1    | Circuit de Barcelona-Catalunya | 13 maja        | Grand Prix Hiszpanii         |
| 2     | W2    | Circuit de Barcelona-Catalunya | 14 maja        | Grand Prix Hiszpanii         |
| 3     | W1    | Circuit de Monaco              | 26 maja        | Grand Prix Monako            |
| 3     | W2    | Circuit de Monaco              | 27 maja        | Grand Prix Monako            |
| 4     | W1    | Bakı Şəhər Halqası             | 24 czerwca     | Grand Prix Azerbejdżanu      |
| 4     | W2    | Bakı Şəhər Halqası             | 25 czerwca     | Grand Prix Azerbejdżanu      |
| 5     | W1    | Red Bull Ring                  | 8 lipca        | Grand Prix Austrii           |
| 5     | W2    | Red Bull Ring                  | 9 lipca        | Grand Prix Austrii           |
| 6     | W1    | Silverstone Circuit            | 15 lipca       | Grand Prix Wielkiej Brytanii |
| 6     | W2    | Silverstone Circuit            | 16 lipca       | Grand Prix Wielkiej Brytanii |
| 7     | W1    | Hungaroring                    | 29 lipca       | Grand Prix Węgier            |
| 7     | W2    | Hungaroring                    | 30 lipca       | Grand Prix Węgier            |
| 8     | W1    | Circuit de Spa-Francorchamps   | 26 sierpnia    | Grand Prix Belgii            |
| 8     | W2    | Circuit de Spa-Francorchamps   | 27 sierpnia    | Grand Prix Belgii            |
| 9     | W1    | Autodromo Nazionale di Monza   | 2 września     | Grand Prix Włoch             |
| 9     | W2    | Autodromo Nazionale di Monza   | 3 września     | Grand Prix Włoch             |
| 10    | W1    | Circuito Permanente de Jerez   | 7 października | runda samodzielna            |
| 10    | W2    | Circuito Permanente de Jerez   | 8 października | runda samodzielna            |
| 11    | W1    | Yas Marina Circuit             | 25 listopada   | Grand Prix Abu Zabi          |
| 11    | W2    | Yas Marina Circuit             | 26 listopada   | Grand Prix Abu Zabi          |

### Zmiany w kalendarzu
- Z kalendarza usunięto wyścigi na torach Hockenheimring i Sepang International Circuit[29].
- Seria powróciła na tor Bahrain International Circuit[29].
- W kalendarzu znalazł się wyścig na torze Circuito Permanente de Jerez, które zostało rundą samodzielną[29].

## Wyniki
| Runda | Runda | Data           | Tor                            | Pole Position       | Najszybsze okrążenie | Zwycięzca (kierowcy) | Zwycięzca (zespoły) | Wyniki |
| ----- | ----- | -------------- | ------------------------------ | ------------------- | -------------------- | -------------------- | ------------------- | ------ |
| 1     | W1    | 15 kwietnia    | Bahrain International Circuit  | Charles Leclerc     | Artiom Markiełow     | Artiom Markiełow     | Russian Time        | wyniki |
| 1     | W2    | 16 kwietnia    | Bahrain International Circuit  |                     | Charles Leclerc      | Charles Leclerc      | Prema Racing        | wyniki |
| 2     | W1    | 13 maja        | Circuit de Barcelona-Catalunya | Charles Leclerc     | Artiom Markiełow     | Charles Leclerc      | Prema Racing        | wyniki |
| 2     | W2    | 14 maja        | Circuit de Barcelona-Catalunya |                     | Nicholas Latifi      | Nobuharu Matsushita  | ART Grand Prix      | wyniki |
| 3     | W1    | 26 maja        | Circuit de Monaco              | Charles Leclerc     | Oliver Rowland       | Oliver Rowland       | DAMS                | wyniki |
| 3     | W2    | 27 maja        | Circuit de Monaco              |                     | Artiom Markiełow     | Nyck de Vries        | Rapax               | wyniki |
| 4     | W1    | 24 czerwca     | Bakı Şəhər Halqası             | Charles Leclerc     | Charles Leclerc      | Charles Leclerc      | Prema Racing        | wyniki |
| 4     | W2    | 25 czerwca     | Bakı Şəhər Halqası             |                     | Charles Leclerc      | Norman Nato          | Pertamina Arden     | wyniki |
| 5     | W1    | 8 lipca        | Red Bull Ring                  | Charles Leclerc     | Nobuharu Matsushita  | Charles Leclerc      | Prema Racing        | wyniki |
| 5     | W2    | 9 lipca        | Red Bull Ring                  |                     | Artiom Markiełow     | Artiom Markiełow     | Russian Time        | wyniki |
| 6     | W1    | 15 lipca       | Silverstone Circuit            | Charles Leclerc     | Nobuharu Matsushita  | Charles Leclerc      | Prema Racing        | wyniki |
| 6     | W2    | 16 lipca       | Silverstone Circuit            |                     | Charles Leclerc      | Nicholas Latifi      | DAMS                | wyniki |
| 7     | W1    | 29 lipca       | Hungaroring                    | Oliver Rowland      | Nicholas Latifi      | Oliver Rowland       | DAMS                | wyniki |
| 7     | W2    | 30 lipca       | Hungaroring                    |                     | Artiom Markiełow     | Nobuharu Matsushita  | ART Grand Prix      | wyniki |
| 8     | W1    | 26 sierpnia    | Circuit de Spa-Francorchamps   | Charles Leclerc     | Artiom Markiełow     | Artiom Markiełow     | Russian Time        | wyniki |
| 8     | W2    | 27 sierpnia    | Circuit de Spa-Francorchamps   |                     | Nyck de Vries        | Sérgio Sette Câmara  | MP Motorsport       | wyniki |
| 9     | W1    | 2 września     | Autodromo Nazionale di Monza   | Nobuharu Matsushita | Nicholas Latifi      | Antonio Fuoco        | Prema Racing        | wyniki |
| 9     | W2    | 3 września     | Autodromo Nazionale di Monza   |                     | Antonio Fuoco        | Luca Ghiotto         | Russian Time        | wyniki |
| 10    | W1    | 7 października | Circuito Permanente de Jerez   | Charles Leclerc     | Oliver Rowland       | Charles Leclerc      | Prema Racing        | wyniki |
| 10    | W2    | 8 października | Circuito Permanente de Jerez   |                     | Nyck de Vries        | Artiom Markiełow     | Russian Time        | wyniki |
| 11    | W1    | 25 listopada   | Yas Marina Circuit             | Artiom Markiełow    | Alexander Albon      | Artiom Markiełow     | Russian Time        | wyniki |
| 11    | W2    | 26 listopada   | Yas Marina Circuit             |                     | Nicholas Latifi      | Charles Leclerc      | Prema Racing        | wyniki |

## Klasyfikacja generalna
Punkty otrzymywało dziesięciu najlepszym sklasyfikowanym kierowcom w wyścigu głównym i ośmiu najlepszym sklasyfikowanym kierowcom w sprincie. Zdobywca pole position do wyścigu głównego otrzymał także cztery punkty. Kierowca, który ustanowił najszybsze okrążenie i ukończył wyścig w pierwszej dziesiątce otrzymał dodatkowo dwa punkty (zarówno w wyścigu głównym jak i sprincie). Kierowca, który stanął na pierwszym polu startowym do sprintu nie otrzymywał dodatkowych punktów.
Punktacja w wyścigu głównym:
| Pozycja | 1. | 2. | 3. | 4. | 5. | 6. | 7. | 8. | 9. | 10. | PP | NO |
| Punkty  | 25 | 18 | 15 | 12 | 10 | 8  | 6  | 4  | 2  | 1   | 4  | 2  |

Punktacja w sprincie:
| Pozycja | 1. | 2. | 3. | 4. | 5. | 6. | 7. | 8. | NO |
| Punkty  | 15 | 12 | 10 | 8  | 6  | 4  | 2  | 1  | 2  |

### Kierowcy
| Legenda oznaczeń w tabelach wyników Wyświetl szablon na nowej stronie | Legenda oznaczeń w tabelach wyników Wyświetl szablon na nowej stronie                                                                     |
| Oznaczenie                                                            | Wyjaśnienie |
| --------------------------------------------------------------------- | --- |
| Złoty                                                                 | Zwycięzca lub mistrzostwo |
| Srebrny                                                               | 2. miejsce lub wicemistrzostwo |
| Brązowy                                                               | 3. miejsce lub II wicemistrzostwo |
| Zielony                                                               | Ukończył, punktował (w klasyfikacji generalnej, gdy zdobył co najmniej jeden punkt na przestrzeni sezonu, poza trzema powyższymi opcjami) |
| Niebieski                                                             | Ukończył, nie punktował (w klasyfikacji generalnej, gdy nie zdobył co najmniej jednego punktu na przestrzeni sezonu)                      |
| Czerwony                                                              | Nie zakwalifikował się (NZ) |
| Czerwony                                                              | Nie prekwalifikował się (NPK) |
| Różowy                                                                | Nie ukończył (NU) |
| Różowy                                                                | Niesklasyfikowany (NS) (w klasyfikacji generalnej, gdy nie został sklasyfikowany w żadnym wyścigu sezonu)                                 |
| Czarny                                                                | Zdyskwalifikowany (DK) |
| Czarny                                                                | Wykluczony (WYK/EX) |
| Biały                                                                 | Nie wystartował (NW) |
| Biały                                                                 | Kontuzjowany (K/INJ) |
| Biały                                                                 | Wyścig odwołany (OD/C) |
| Bez koloru                                                            | Został wycofany (WYC/WD) |
| Bez koloru                                                            | Nie przybył (NP/DNA) |
| Bez koloru                                                            | Nie brał udziału w treningach (NT/DNP) |
| Bez koloru                                                            | Nie został zgłoszony (–) |
| Pogrubienie                                                           | Start z pole position |
| Kursywa                                                               | Najszybsze okrążenie wyścigu |
| †                                                                     | Nie ukończył, ale jego rezultat został zaliczony ze względu na przejechanie więcej niż 90% dystansu wyścigu.                              |
| *                                                                     | Sezon w trakcie |
| 1/2/3                                                                 | Punktowana pozycja w sprincie |
| Lista systemów punktacji Formuły 1                                    | |

| Pozycja | Kierowca            | Bahrajn | Bahrajn | Hiszpania | Hiszpania | Monako | Monako | Azerbejdżan | Azerbejdżan | Austria | Austria | Wielka Brytania | Wielka Brytania | Węgry | Węgry | Belgia | Belgia | Włochy | Włochy | Hiszpania | Hiszpania | Zjednoczone Emiraty Arabskie | Zjednoczone Emiraty Arabskie | Punkty |
| ------- | ------------------- | ------- | ------- | --------- | --------- | ------ | ------ | ----------- | ----------- | ------- | ------- | --------------- | --------------- | ----- | ----- | ------ | ------ | ------ | ------ | --------- | --------- | ---------------------------- | ---------------------------- | ------ |
| 1       | Charles Leclerc     | 3       | 1       | 1         | 4         | NU     | 18†    | 1           | 2           | 1       | Ret     | 1               | 5               | 4     | 4     | DK     | 5      | 17     | 9      | 1         | 7         | 2                            | 1                            | 282    |
| 2       | Artiom Markiełow    | 1       | 8       | 8         | 9         | 2      | 5      | 4           | 5           | 8       | 1       | 4               | 3               | 17†   | 9     | 1      | NU     | 9      | 15     | 5         | 1         | 1                            | 6                            | 210    |
| 3       | Oliver Rowland      | 5       | 3       | 3         | 2         | 1      | 9      | 7           | NU          | 4       | 3       | 3               | 17              | 1     | 2     | DK     | 8      | Ret    | 11     | 2         | 3         | DK                           | 7                            | 191    |
| 4       | Luca Ghiotto        | 7       | 2       | 2         | 7         | 5      | 4      | 16          | 7           | 14      | 4       | 6               | 2               | 6     | 8     | 2      | 3      | 4      | 1      | 7         | 4         | 3                            | 5                            | 185    |
| 5       | Nicholas Latifi     | 11      | 4       | 6         | 3         | NU     | 13     | 3           | 3           | 2       | 8       | 8               | 1               | 2     | 6     | NW     | 9      | 3      | 16     | 4         | 2         | 5                            | 3                            | 178    |
| 6       | Nobuharu Matsushita | 8       | 14      | 4         | 1         | 3      | 7      | 12          | 6           | 6       | 14      | 10              | 8               | 5     | 1     | 16     | NU     | 2      | 7      | 18        | 11        | 6                            | 4                            | 131    |
| 7       | Nyck de Vries       | 10      | 6       | 10        | NU        | 7      | 1      | 2           | NU          | 13      | 16†     | NW              | 7               | 3     | 3     | 5      | 2      | 18     | 12     | 13        | 6         | 4                            | 9                            | 114    |
| 8       | Antonio Fuoco       | 9       | 10      | 13        | NU        | 11     | 10     | NU          | 12          | 3       | 5       | 16              | 12              | NU    | 17    | 3      | 7      | 1      | 3      | 3         | 5         | DK                           | 11                           | 98     |
| 9       | Norman Nato         | 2       | NU      | 16        | 13        | NU     | NU     | 5           | 1           | NU      | 7       | 2               | 6               | 7     | 5     | 8      | 4      | 13     | 10     | 11        | 10        | 13                           | 18†                          | 91     |
| 10      | Alexander Albon     | 6       | 7       | 5         | 8         | 4      | 6      | –           | –           | 5       | 2       | 18              | 10              | 8     | 7     | 12     | 18     | 14     | 8      | 12        | 9         | 7                            | 2                            | 86     |
| 11      | Jordan King         | 4       | 5       | 9         | 5         | 9      | 8      | 6           | DK          | 9       | 6       | 7               | NU              | 15    | 11    | NU     | 14     | 10     | 20     | 6         | NU        | 8                            | NU                           | 62     |
| 12      | Sérgio Sette Câmara | 13      | 18      | 14        | 15        | NU     | 14     | 13          | 9           | 16      | 10      | 13              | 15              | 16    | 13    | 6      | 1      | 6      | 2      | 10        | 14        | 9                            | 8                            | 47     |
| 13      | Gustav Malja        | 18      | 13      | 7         | 6         | 6      | 3      | 11          | 13          | 12      | 15      | 14              | 9               | 13    | NS    | 4      | 11     | 8      | 18     | 14        | 18        | 11                           | 17                           | 44     |
| 14      | Sergio Canamasas    | 14      | 11      | NU        | 11        | 10     | 17     | 9           | 15          | 15      | 9       | 5               | 4               | NU    | NU    | –      | –      | –      | –      | –         | –         | –                            | –                            | 21     |
| 15      | Sean Gelael         | 17      | 17      | 15        | 16        | 13     | 12     | 14          | 10          | 10      | 11      | 9               | 16              | 14    | 10    | 15     | 17     | 5      | 6      | 16        | 16        | 15                           | 14                           | 17     |
| 16      | Johnny Cecotto Jr.  | 15      | 9       | 17        | 10        | 8      | 2      | NU          | 14          | –       | –       | –               | –               | –     | –     | –      | –      | –      | –      | –         | –         | –                            | –                            | 16     |
| 17      | Louis Delétraz      | 20      | 12      | 11        | 14        | 15     | 16     | NU          | 16          | 17      | 13      | 12              | 13              | 10    | 12    | 14     | 12     | 7      | 4      | 17        | 12        | 10                           | NU                           | 16     |
| 18      | Roberto Merhi       | –       | –       | 19†       | 12        | –      | –      | –           | –           | –       | –       | –               | –               | –     | –     | 7      | 6      | 11     | 5      | –         | –         | 16                           | 10                           | 16     |
| 19      | Ralph Boschung      | 12      | NU      | 12        | 17        | 12     | NU     | 8           | 8           | 7       | NU      | 11              | NU              | 11    | 16    | 13     | 13     | 15     | 13     | NU        | 19†       | –                            | –                            | 11     |
| 20      | Siergiej Sirotkin   | –       | –       | –         | –         | –      | –      | 10          | 4           | –       | –       | –               | –               | –     | –     | –      | –      | –      | –      | –         | –         | –                            | –                            | 9      |
| 21      | Álex Palou          | –       | –       | –         | –         | –      | –      | –           | –           | –       | –       | –               | –               | –     | –     | –      | –      | –      | –      | 8         | 8         | 12                           | 12                           | 5      |
| 22      | Santino Ferrucci    | –       | –       | –         | –         | –      | –      | –           | –           | –       | –       | –               | –               | 9     | 14    | 9      | 10     | NU     | 14     | NU        | 13        | 14                           | 15                           | 4      |
| 23      | Nabil Jeffri        | 19      | 16      | 18        | 18        | 14     | 11     | NU          | 17          | 18      | 12      | 15              | 18              | 12    | 15    | 11     | 15     | 12     | 17     | 9         | 15        | NU                           | 16                           | 2      |
| 24      | Robert Vișoiu       | –       | –       | –         | –         | NU     | 15     | 15          | 11          | 11      | 17†     | 17              | 11              | NU    | NU    | 10     | 16     | 16     | 19     | –         | –         | –                            | –                            | 1      |
| 25      | Lando Norris        | –       | –       | –         | –         | –      | –      | –           | –           | –       | –       | –               | –               | –     | –     | –      | –      | –      | –      | –         | –         | NU                           | 13                           | 0      |
| 26      | Callum Ilott        | –       | –       | –         | –         | –      | –      | –           | –           | –       | –       | 19              | 14              | –     | –     | –      | –      | –      | –      | –         | –         | –                            | –                            | 0      |
| 27      | Stefano Coletti     | 16      | 15      | –         | –         | –      | –      | –           | –           | –       | –       | –               | –               | –     | –     | –      | –      | –      | –      | –         | –         | –                            | –                            | 0      |
| 28      | René Binder         | –       | –       | –         | –         | –      | –      | –           | –           | –       | –       | –               | –               | –     | –     | –      | –      | –      | –      | 15        | 17        | –                            | –                            | 0      |
| 29      | Raffaele Marciello  | –       | –       | –         | –         | –      | –      | –           | –           | 19      | NU      | –               | –               | –     | –     | –      | –      | –      | –      | –         | –         | –                            | –                            | 0      |
| Pozycja | Kierowca            | Bahrajn | Bahrajn | Hiszpania | Hiszpania | Monako | Monako | Azerbejdżan | Azerbejdżan | Austria | Austria | Wielka Brytania | Wielka Brytania | Węgry | Węgry | Belgia | Belgia | Włochy | Włochy | Hiszpania | Hiszpania | Zjednoczone Emiraty Arabskie | Zjednoczone Emiraty Arabskie | Punkty |

### Zespoły
| Pozycja | Zespół             | #  | Bahrajn | Bahrajn | Hiszpania | Hiszpania | Monako | Monako | Azerbejdżan | Azerbejdżan | Austria | Austria | Wielka Brytania | Wielka Brytania | Węgry | Węgry | Belgia | Belgia | Włochy | Włochy | Hiszpania | Hiszpania | Zjednoczone Emiraty Arabskie | Zjednoczone Emiraty Arabskie | Punkty |
| ------- | ------------------ | -- | ------- | ------- | --------- | --------- | ------ | ------ | ----------- | ----------- | ------- | ------- | --------------- | --------------- | ----- | ----- | ------ | ------ | ------ | ------ | --------- | --------- | ---------------------------- | ---------------------------- | ------ |
| 1       | Russian Time       | 5  | 7       | 2       | 2         | 7         | 5      | 4      | 16          | 7           | 14      | 4       | 6               | 2               | 6     | 8     | 2      | 3      | 4      | 1      | 7         | 4         | 3                            | 5                            | 395    |
| 1       | Russian Time       | 6  | 1       | 8       | 8         | 9         | 2      | 5      | 4           | 5           | 8       | 1       | 4               | 3               | 17    | 9     | 1      | NU     | 9      | 15     | 5         | 1         | 1                            | 6                            | 395    |
| 2       | Prema Racing       | 1  | 3       | 1       | 1         | 4         | NU     | 18†    | 1           | 2           | 1       | NU      | 1               | 5               | 4     | 4     | DK     | 5      | 17     | 9      | 1         | 7         | 2                            | 1                            | 380    |
| 2       | Prema Racing       | 2  | 9       | 10      | 13        | NU        | 11     | 10     | NU          | 12          | 3       | 5       | 16              | 12              | NU    | 17    | 3      | 7      | 1      | 3      | 3         | 5         | DK                           | 11                           | 380    |
| 3       | DAMS               | 9  | 5       | 3       | 3         | 2         | 1      | 9      | 7           | NU          | 4       | 3       | 3               | 17              | 1     | 2     | DK     | 8      | NU     | 11     | 2         | 3         | DK                           | 7                            | 369    |
| 3       | DAMS               | 10 | 11      | 4       | 6         | 3         | NU     | 13     | 3           | 3           | 2       | 8       | 8               | 1               | 2     | 6     | NU     | 9      | 3      | 16     | 4         | 2         | 5                            | 3                            | 369    |
| 4       | ART Grand Prix     | 7  | 8       | 14      | 4         | 1         | 3      | 7      | 12          | 6           | 6       | 14      | 10              | 8               | 5     | 1     | 16     | NU     | 2      | 7      | 18        | 11        | 6                            | 4                            | 222    |
| 4       | ART Grand Prix     | 8  | 6       | 7       | 5         | 8         | 4      | 6      | 10          | 4           | 5       | 2       | 18              | 10              | 8     | 7     | 12     | 18     | 13     | 8      | 12        | 9         | 7                            | 2                            | 222    |
| 5       | Rapax              | 18 | 10      | 6       | 10        | NU        | 7      | 1      | 2           | NU          | 13      | 16†     | NW              | 7               | 3     | 3     | 14     | 12     | 7      | 4      | 17        | 12        | 10                           | NU                           | 137    |
| 5       | Rapax              | 19 | 15      | 9       | 17        | 10        | 8      | 2      | NU          | 14          | 15      | 9       | 5               | 4               | NU    | NU    | 7      | 6      | 11     | 5      | 15        | 17        | 16                           | 10                           | 137    |
| 6       | MP Motorsport      | 14 | 13      | 18      | 14        | 15        | NU     | 14     | 13          | 9           | 16      | 10      | 13              | 15              | 16    | 13    | 6      | 1      | 6      | 2      | 10        | 14        | 9                            | 8                            | 109    |
| 6       | MP Motorsport      | 15 | 4       | 5       | 9         | 5         | 9      | 8      | 6           | DK          | 9       | 6       | 7               | Ret             | 15    | 11    | Ret    | 14     | 10     | 20     | 6         | NU        | 8                            | NU                           | 109    |
| 7       | Pertamina Arden    | 20 | 2       | NU      | 16        | 13        | NU     | NU     | 5           | 1           | NU      | 7       | 2               | 6               | 7     | 5     | 8      | 4      | 13     | 10     | 11        | 10        | 13                           | 18†                          | 108    |
| 7       | Pertamina Arden    | 21 | 17      | 17      | 15        | 16        | 13     | 12     | 14          | 10          | 10      | 11      | 9               | 16              | 14    | 10    | 15     | 17     | 5      | 6      | 16        | 17        | 15                           | 14                           | 108    |
| 8       | Racing Engineering | 3  | 20      | 12      | 11        | 14        | 15     | 16     | NU          | 16          | 17      | 13      | 12              | 13              | 10    | 12    | 5      | 2      | 18     | 12     | 13        | 6         | 4                            | 9                            | 87     |
| 8       | Racing Engineering | 4  | 18      | 13      | 7         | 6         | 6      | 3      | 11          | 13          | 12      | 15      | 14              | 9               | 13    | NS    | 4      | 11     | 8      | 18     | 14        | 18        | 11                           | 17                           | 87     |
| 9       | Campos Racing      | 11 | 12      | NU      | 12        | 17        | 12     | NU     | 8           | 8           | 7       | NU      | 11              | NU              | 11    | 16    | 13     | 13     | 15     | 13     | NU        | 19†       | Ret                          | 13                           | 17     |
| 9       | Campos Racing      | 12 | 16      | 15      | 19†       | 12        | NU     | 15     | 15          | 11          | 11      | 17†     | 17              | 11              | NU    | NU    | 10     | 16     | 16     | 19     | 8         | 8         | 12                           | 12                           | 17     |
| 10      | Trident            | 16 | 19      | 16      | 18        | 18        | 14     | 11     | NU          | 17          | 18      | 12      | 15              | 18              | 12    | 15    | 11     | 15     | 12     | 17     | 9         | 15        | NU                           | 16                           | 9      |
| 10      | Trident            | 17 | 14      | 11      | NU        | 11        | 10     | 17     | 9           | 15          | 19      | NU      | 19              | 14              | 9     | 14    | 9      | 10     | NU     | 14     | NU        | 13        | 14                           | 15                           | 9      |
| Pozycja | Zespół             | #  | Bahrajn | Bahrajn | Hiszpania | Hiszpania | Monako | Monako | Azerbejdżan | Azerbejdżan | Austria | Austria | Wielka Brytania | Wielka Brytania | Węgry | Węgry | Belgia | Belgia | Włochy | Włochy | Hiszpania | Hiszpania | Zjednoczone Emiraty Arabskie | Zjednoczone Emiraty Arabskie | Punkty |